# Elgóibar
Elgóibar (oficialmente en euskera: Elgoibar) es un municipio de la provincia de Guipúzcoa, País Vasco en España, perteneciente a la comarca del Bajo Deva, con una población de 11 585 habitantes (2024), una extensión de 39,11 km² y una densidad poblacional de 296,32 habitantes por km². Ostenta los títulos de noble y leal villa.
La antigua Villamayor de Marquina es una población eminentemente industrial en donde se ubican buena parte de las empresas dedicadas a la fabricación de máquina herramienta, hecho que le ha dado el apelativo de «capital de la máquina herramienta».

## Toponimia
Originalmente la villa se llamó Villamayor de Marquina, pero había sido fundada en un lugar que se llamaba con anterioridad campo de Elgóibar. La villa acabó siendo conocida con este nombre a los pocos siglos de su fundación. Hasta mediados del siglo XV aparece en la documentación como Villamayor de Marquina, pero en las ordenanzas de la Hermandad de Guipúzcoa de los años de 1457 y 1463 aparece ya con el nombre de Elgóibar y este nombre ha prevalecido hasta la actualidad.
Elgóibar se ha utilizado en castellano y euskera para referirse a la villa. La única diferencia es que en castellano se utiliza la tilde para indicar la correcta pronunciación y por tanto se transcribe actualmente como Elgóibar.
Elgóibar, etimológicamente, proviene de la lengua vasca y está compuesto posiblemente por la palabra elge, que quiere decir campo (normalmente cultivado) y con seguridad por la palabra ibar, que es valle o vega. Elge ibar sería por tanto un término parecido a vega cultivada o vega del campo, y habría derivado en Elgóibar. La etimología casaría bastante bien con la mención de campo de Elgóibar que aparece en la carta puebla de la villa. 
Aunque cabe destacar que en los primeros escritos que se tiene conocimiento se le atribuía como Elgaibar, y a pesar de ser correcta la transcripción, deja en evidencia el desconocimiento del cambio de vocal en la unión de las dos palabras, constatando que, tal vez, el significado que tiene ese nombre sea algo más complejo.

## Símbolos
Las armas de Elgóibar son un escudo cortado en campaña: primero, de gules un castillo de oro mazonado y cerrado de sable, segundo, de azur, tres panelas de plata bien dispuestas tomadas de la casa solar de Olaso, cabeza del bando gamboíno en Guipúzcoa; al timbre, morrión abierto mirando de frente, acolados, dos leones tenantes a cuyos pies cierran la base dos cañones montados sobre cureñas, con su correspondiente juego de balas, y una cabeza de carnero.
Su ayuntamiento ondea como bandera una blanca con el escudo de la villa al centro.

### Comunicaciones
Equidistante de las tres capitales vascas, Elgóibar se encuentra excelentemente comunicada por carretera, ya que su núcleo urbano está atravesado por la carretera nacional N-634 que la unen con San Sebastián, capital de la provincia; con Bilbao, capital de Vizcaya; y con Éibar, cabeza comarcal. Mediante las carreteras provinciales GI-2634 y GI-2636 se comunica con Azpeitia, en la comarca el Urola, y con Echevarría en la de Lea Artibai, ya en Vizcaya. La Autopista del Cantábrico (AP-8), con enlace en el barrio de San Antolín, facilita el acceso a Bilbao y San Sebastián; y la AP-1, que enlaza en Málzaga, con el Alto Deva, Álava y Castilla y León.
La línea Bilbao - San Sebastián del ferrocarril de vía estrecha de la compañía Eusko Trenbideak, con estación en el núcleo urbano y apeadero en Alzola, completa la comunicación con las capitales y el acceso a los puertos y aeropuertos de la zona.

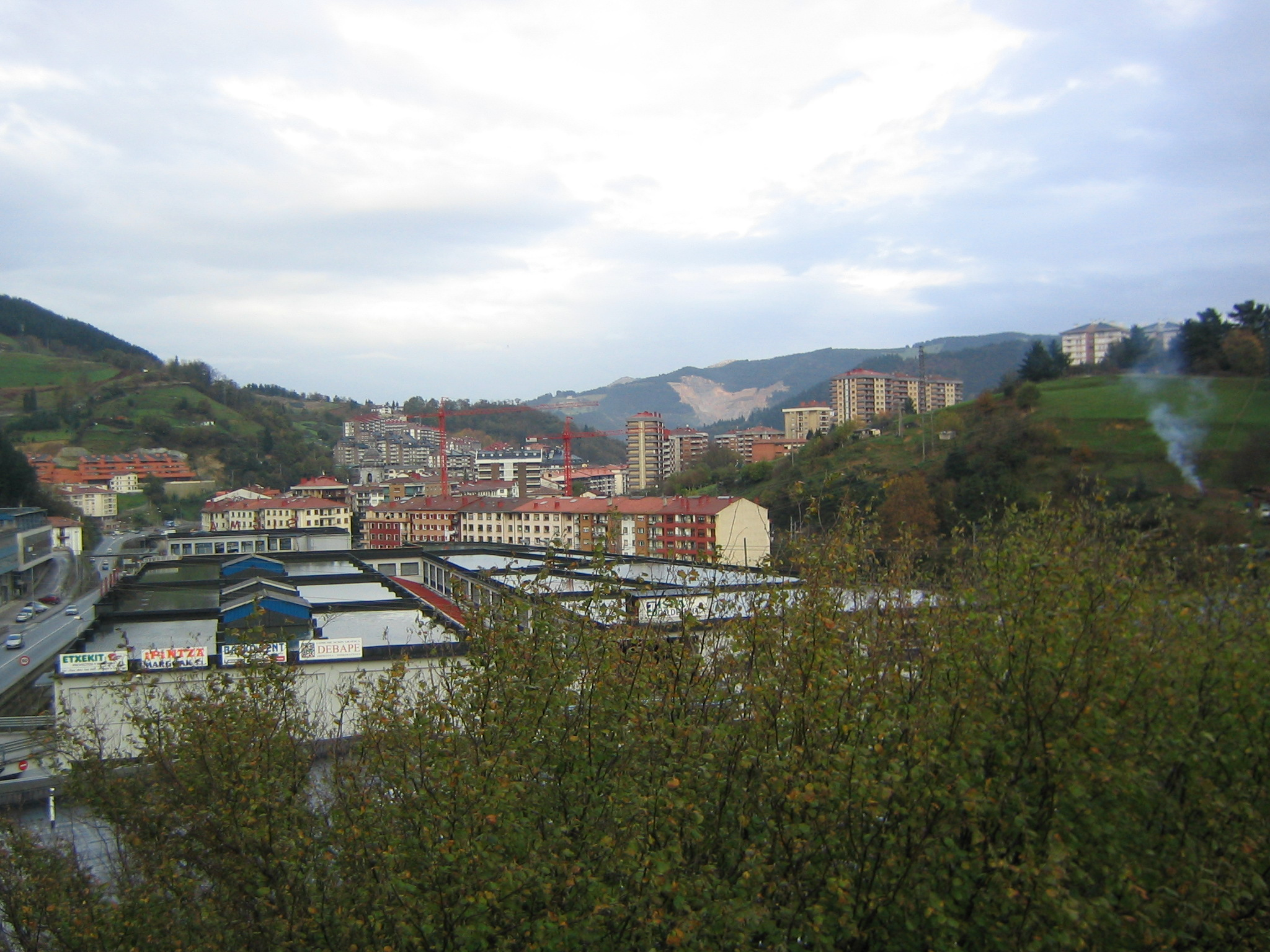
Vista parcial de Elgóibar

### Composición
Elgóibar es un municipio eminentemente urbano. La población se concentra en el núcleo de la villa, que por las características del terreno tiene pocas posibilidades de expansión, haciendo que se den altos niveles de densidad, de los mayores del País Vasco junto con los de sus vecinas de Éibar y Ermua.
Al igual que en otros municipios de la comarca, el urbanismo elgoibarrés se ha distinguido por la mezcla de edificios industriales con residenciales, incluso con edificios históricos. Este hecho se ha venido corrigiendo desde mediados del siglo XX con la creación de polígonos industriales a las afueras del casco urbano. 
La población, que creció con el desarrollo industrial posterior a la guerra civil española, disminuyó con la crisis de los años 1970 y años 1980. Hay que destacar que el barrio Garagarza se desanexionó de Elgóibar en 1983, pasando a pertenecer al municipio de Mendaro, perdiendo la villa sus habitantes.

### Barrios
En torno al núcleo urbano se dispersan varios barrios rurales; estos son:
Alzola
El barrio de Alzola es la entidad de mayor importancia adscrita al municipio, justo al lado del río Deva y famoso por su balneario; fue un importante punto de comercio debido a su puerto fluvial.
Arriaga
Está situado al noroeste del núcleo urbano, se le conoce también por San Antolín debido a la ermita dedicada a este santo que había en el barrio. Entre las diversas construcciones destaca el caserío Zabale Torre, de los más bellos del municipio, y el molino Apraiz.
Sallobente-Ermuaran
Un barrio eminentemente rural situado al suroeste del municipio. Está conformado por 63 caseríos; entre ellos destaca el llamado palacio Arostegi del siglo XV.
Idotorbe
También llamado San Pedro por el santo a quien está dedicada la ermita del barrio. Situado al norte del núcleo urbano, justo debajo de Arrate, tiene 33 caseríos. La ermita de San Pedro es una construcción de planta cuadrada de gran volumen.
Pertenece a este barrio el valle de Moru, donde se ha encontrado un poblado de la Edad del Hierro. El poblado está rodeado por una muralla y ocupa una hectárea. En una primera prospección realizada en 1991 se han hallado restos de cerámica y un canto rodado de arenisca que ha sido calificado como una piedra de molino.
Aiastia
Más conocido como San Miguel debido a la ermita levantada en honor al arcángel en 1845. Pertenecen a él 49 caseríos. Está situado en el norte del territorio municipal haciendo límite con Vizcaya.
Azkue
Situado en la falda norte del monte Karakate, al sur del núcleo urbano, es conocido por el nombre de su patrón, San Roque. Está conformado por 26 caseríos.
Urruzuno
No es un barrio muy poblado; forman parte de él 14 caseríos.

## Geografía
Integrado en la comarca de Bajo Deva, se sitúa en la parte occidental de la provincia y en el centro de la comarca, a 47 kilómetros de la capital provincial. El núcleo urbano se encuentra en la orilla derecha del río Deva, aunque en la última década del siglo XX se extendió por la izquierda. Se sitúa cerca de la cabeza comarcal, la ciudad de Éibar, junto a la cual forma la mayor aglomeración urbana de la comarca. Su ubicación, poco después del estratégico cruce de Málzaga y en el cruce de caminos hacia Vizcaya.
| Noroeste: Echevarria                                    | Norte: Mendaro              | Nordeste: Mendaro           |
| Oeste: Marquina-Jemein (Vizcaya) y Echevarria (Vizcaya) |                             | Este: Azcoitia              |
| Suroeste: Éibar                                         | Sur: Placencia de las Armas | Sureste: Azcoitia y Vergara |

### Hidrografía

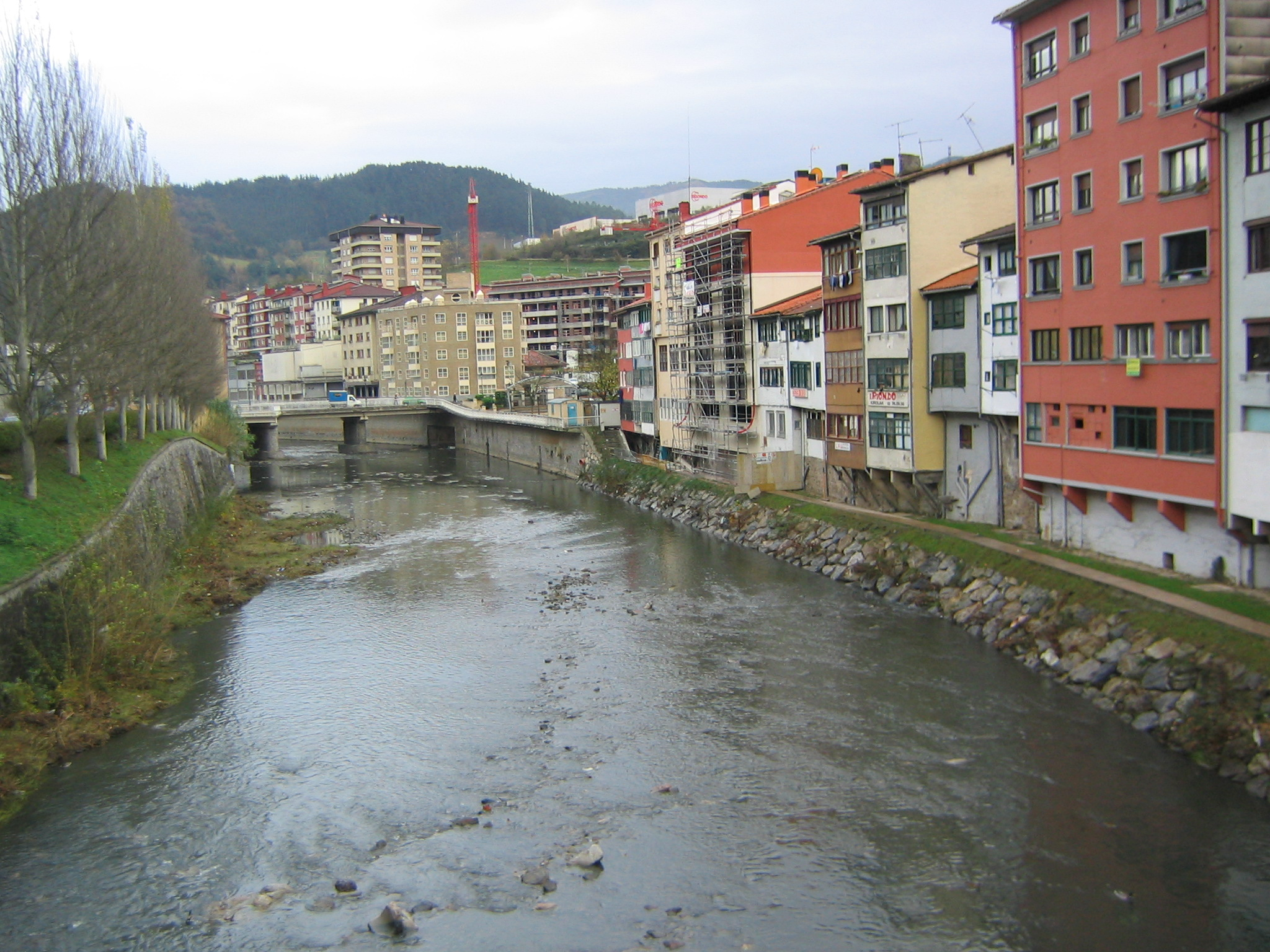
Río Deva a su paso por Elgóibar

El río Deva es el principal del municipio; discurre de sur a norte y pasa por el casco urbano. La red hidrográfica se completa con los arroyos que nacen en los montes que rodean el valle y desembocan en el río principal. Estos arroyos crean pequeños valles secundarios en los que se asienta alguna población. Destacan Metalkua, San Lorenzo, Arriaga, Irunga, Intxusari y Aiastia.
El Deva ya es aquí ancho y caudaloso; todavía tendrá que recibir algún afluente importante, como el Kilimon, pero sus dimensiones no serán mayores. En el barrio de Alzola se alza el antiguo balneario, hoy reconvertido en embotelladora de agua mineral, que aprovecha el manantial minero-medicinal que allí brota. En este punto hubo en otros tiempos un puerto fluvial importante debido a su actividad comercial; se exportaba la lana castellana que llegaba desde Vitoria y se recogía el hierro inglés o vizcaíno (se embarcaba aquí en gabarras de fondo plano para pasar la carga en Deva a los barcos).

### Orografía
Elgóibar se encuentra ubicada en el valle del río Deva, rodeada de montañas. En la vertiente este del valle las laderas caen en fuerte pendiente y es dominada por la cordal Karakate-Irukurutzeta, mientras que la oeste se expande hacia Vizcaya por los montes Arrate y Kalamua. Algunas cumbres reseñables son: Irukurutzeta (898 metros), Atxolin (853 metros), Kalamua (770 metros), Karakate (756 metros) y Morkaiko (573 metros). La altitud oscila entre los 898 metros (Irukurutzeta) y los 30 metros a orillas del río Deva. El centro urbano se alza a 51 metros sobre el nivel del mar. 
La vegetación es la correspondiente al clima atlántico templado, donde predominan hayas, robles y castaños; hay plantaciones de pino insignis destinadas a la explotación forestal.

## Historia
Los monumentos megalíticos y funerarios del cordal Karakate Irukurutzeta son testigos de que en tiempos prehistóricos los terrenos que hoy ocupa la villa de Elgóibar estaban habitados. 
La historia de Elgóibar comienza en la entonces llamada Marquina de Yuso, terrenos que ocupaban lo que hoy son los términos municipales de la villa en cuestión y de Placencia de las Armas. En estas tierras, donde había población en anteiglesias, se funda el 20 de diciembre de 1346 la villa de Villamayor de Marquina por la carta puebla que extendió el rey Alfonso XI en Valladolid y le otorgaba el fuero de Logroño. La fundación se hacía por la petición de los vecinos de Marquina de Yuso para la fundación de villas que los protegieran. Se fundaron dos, Placencia de las Armas, el 15 de octubre de 1343, y la que posteriormente sería Elgóibar.
La carta puebla dice que se funda Villamayor de Marquina en las tierras del Campo de Elgóibar pertenecientes al monasterio de Santo Bartolomé de Olaso. El rey se reservaba las explotaciones de oro y plata y las nuevas ferrerías; la viejas seguían perteneciendo a sus dueños. Se daban los derechos acostumbrados de cercar con murallas la villa, el pago de los diezmos a la Iglesia y la elección de gobernantes. Las construcciones primitivas eran de madera, lo que favoreció el incendio 16 de junio de 1560 que destruyó casi completamente el núcleo urbano.
En la historia de Elgóibar la metalurgia ha tenido una importancia fundamental. Las ferrerías llegaron a tener su fuero propio, el Fuero de las ferrerías de Marquina de Suso, que lo dio el rey Alfonso XI el 8 de noviembre de 1335, antes incluso del nacimiento de la villa. En 1446 se organizan las ordenanzas entre los dueños de las ferrerías y los ferrones. El hierro se traía en barcos hasta Deba, en donde se cargaba en barcazas hasta Alzola; venía de Vizcaya e Inglaterra y se repartían entre las ferrerías correspondientes. Las ferrerías se alimentaban de carbón vegetal que se producía en los bosques de la villa.
En 1800 Ygnacio Bartholomé de Muguruza respondía de esta forma al topógrafo real Tomás López:

Es esta villa una en las que se fabrican las Armas p[ar]a Placencia y en ella se trabajan al año quando menos cinco mi] Cañones de fusil y Pistola, siendo los Maestros que los trabajan los más sobresalientes de toda la fabrica; en su manifactura no usan otras Maquinas que las regulares de Fraguas, barrenos de Agua, Limas, etc. Así también en esta villa ai seis ferrerias que labran al año sobre 5 mil quintales de fierro para diferentes usos, y así estas como las fraguas de los cañonistas en la maior parte se surten del carbon (ilegible) Juridicción así de Conzejales como de particulares.

Sobre el año 1617 se plantea el traslado de la iglesia parroquial al centro del núcleo urbano. Se aprueba dicho traslado y se acuerda convertir la antigua iglesia, «que estaba distante unos mil pasos», en cementerio. En 1777 queda culminada la obra.
Elgóibar ha sufrido varios desastres; el fuego destruyó buena parte del casco urbano en 1560 y en 1617, y el río Deba inundó la villa en 1552, en 1834 y en 1983. En la guerra de la Convención fue ocupada varias veces por el ejército francés, siendo saqueada por este el 29 de agosto de 1794 en represalia por la participación de numerosos vecinos en una operación para salvar el tesoro del Santuario de Loyola, que iba a ser trasladado a Francia.
En la historia de la villa han surgido diversos litigios con sus vecinos, uno por la masiva explotación de la leña para las ferrerías y por el uso de las nasas salmoneras con los debatarras. Los límites también fueron objeto de discusión: el barrio de Garagarza (del actual municipio de Mendaro) perteneció a Deva hasta 1882, cuando pasó a Elgóibar, para, en 1980, pasar, junto con la parte perteneciente a Motrico (Azpilgoeta), a ser un municipio independiente.
El desarrollo de la industria de la producción de hierro en los altos hornos fue el final de las ferrerías, pero el comienzo de la industrialización moderna. De esta forma desaparece el muelle fluvial y se comienzan a crear diferentes empresas de fabricación de máquina herramienta, como la empresa que fundaron en 1913 José León Ciaran y Eulogio Estarta Landa, destinada a la fabricación de taladros. El trabajo de la armería se siguió produciendo hasta bien entrado el siglo XX.
La expansión industrial de la posguerra hizo que el crecimiento económico fuera muy alto, crecimiento que se vio acompañado con un repunte muy importante en la población al llegar trabajadores de otros lugares de España.
La crisis de finales del siglo XX hizo que se produjera una merma en la población; ésta, como en el resto de los pueblos de las comarcas vecinas, disminuyó, y buena parte de la industria tuvo que ser reformada. La máquina herramienta recibió apoyo del gobierno autonómico y entró en el sector el grupo cooperativista de Mondragón, MCC, que logró desarrollar dicho sector y realizar una labor de investigación y desarrollo que lo hizo competitivo a nivel mundial.
A comienzos del siglo XXI, una vez superada la crisis, Elgóibar crece estable y se ha convertido en el segundo núcleo urbano de la comarca, después de la unidad urbana que forman Éibar y Ermua.

## Demografía
Elgóibar cuenta con una población de 11 585 habitantes (INE 2024).
| Gráfica de evolución demográfica de Elgóibar entre 1842 y 2021 |
| |
| Población de derecho según los censos de población del INE Población de hecho según los censos de población del INEEntre el censo de 1991 y el anterior, disminuye el término del municipio porque independiza a Mendaro |

## Economía
Desde la fundación de la villa, allí por el año 1346, el carácter industrial de la misma fue muy relevante. El rey se reservó la explotación de los minerales de oro y plata y la producción de las ferrerías. La descripción que en 1800 obtenía Tomás López rezaba de la siguiente forma:

Es esta villa una en las que se fabrican las armas para Placencia y en ella se trabajan al año quando menos cinco mil Cañones de fusil y Pistola, siendo los Maestros que los trabajan los más sobresalientes de toda la fabrica; en su manifactura no usan otras Maquinas q[u]e las regulares de Fraguas, barrenos de Agua, Limas, etc. Así también en esta villa ai seis ferrerias que labran al año sobre 5 mil quintales de fierro para diferentes usos, y así estas como las fraguas de los cañonistas en la maior parte se surten del carbon (...ilegible...) Juridicción así de Conzejales como de particulares.

La industrialización convirtió a esa protoindustria en una red de fábricas destinadas a la construcción de máquinas; así, la villa se convirtió en «La capital de la máquina herramienta de España», con empresas como Danobat, Etxe-Tar, Kondia y Géminis.
La otra pata de la economía histórica de Elgóibar ha sido el comercio, pero este perdió importancia cuando se cambiaron las rutas de las mercancías que pasaban y se embarcaban en Alzola, y cuando se abrió la carretera del norte por Etxegarate.
La agricultura y ganadería siempre han tenido un papel secundario, relegado a los barrios rurales. 

### Sector primario
En el sector primario, la difícil orografía no ayuda al desarrollo de la agricultura y la ganadería, que han quedado reducidas al autoconsumo y, a lo sumo, a la venta en los mercados de los pueblos de la comarca. Se ha acostumbrado a combinar el trabajo en el caserío con el industrial, de tal forma que este, el rural, se ha considerado como secundario.
La explotación de la minería ha sido, y es, importante; los montes de roca caliza han dado lugar a la creación de canteras. Hubo minas de cobre y plomo. Hay plantaciones de pino insignis para la explotación forestal.

### Sector secundario
En el sector secundario, no hay duda de que el producto estrella de la industria elgoibarresa es la máquina herramienta. La proliferación de ferrerías llegó a tener un fuero propio, el Fuero de Ferrería, que ha sido el embrión de esta importante industria de hoy en día que comenzó a principios del siglo XX con la electrificación, aprovechando las antiguas instalaciones hidráulicas de las ferrerías y molinos para la generación de electricidad. La primera fábrica de máquina herramienta fue la fábrica de taladros que en 1913 montaron José León Ciaran y Eulogio Estarta Landa. Más tarde, Estarta y Teodoro Ecenarro fundaron Estarta y Ecenarro, que se dedicaría también a la máquina herramienta, y en 1938 a la máquina de coser, creando la marca Sigma. De este núcleo original fueron surgiendo diferentes talleres e industria auxiliar.
Hay otras industrias que complementan a la de la máquina herramienta y desarrollan otros campos de la producción metalúrgica, pero la máquina herramienta llega a ser tan importante que se puede decir que en Elgóibar se produce la mayor parte en España de este tipo de producto. 
Los profesionales que han venido trabajando en estas empresas pertenecían a las promociones de la Escuela de Armería, de la vecina localidad de Éibar. En 1991 se creó el Instituto de Máquina-Herramienta (IMH), que ha venido a llenar un hueco importante en la especialización de los trabajadores de estas industrias, así como los centros de desarrollo de Ideko y Fatronik.

#### Principales empresas
La siguiente lista incluye las empresas de Elgóibar que según el Catálogo Industrial Vasco poseen más de 50 personas en plantilla:
- Alcorta Brockhaus, S.A.: fabricante de componentes forjados de acero para la industria de la automoción.
- AVS Added Value Solutions: Diseño y fabricación de equipos para industria de la ciencia y máquina herramienta.
- Doimak: fabricación de rectificadoras de alta tecnología.
- Engranajes Grindel, S.A.: fabricación de engranajes.
- Etxe-Tar, S.A.: máquina-herramienta.
- Ferretería Unceta, S.A.: mayorista de suministro industrial.
- Goitek System, S.L.: software industrial y de captura de datos.
- Goiti, S.Coop.: máquina-herramienta.
- Goratu Máquinas Herramienta, S.A.: máquina herramienta (punzadoras, cizallas, plegadoras).
- Grupo Danobat, S.Coop.: diseño y fabricación de máquinas herramienta.
- Ideko, S.Coop.: centro tecnológico I+D para máquinas-herramienta.
- Ina Rodisa, S.A.: fabricación de agujas de rodamientos y rótulas de transmisión. Pertenece al grupo multinacional Schaeffler
- Ojmar, S.A.: fabricación de cerraduras.
- Spool Sistemas, S.A.: fabricación de piezas en aluminio inyectado.

### Sector servicios
El sector servicios cuenta en Elgóibar con una importante infraestructura que permite satisfacer casi la totalidad de las necesidades que pueda tener la población, bien sean éstas de índole comercial, educativa, deportiva o médica. Muchos de estos servicios, cuando requieren especialización, se prestan en otros puntos de la comarca, normalmente en la cabeza de la misma, o en las ciudades de Bilbao y San Sebastián. Las buenas comunicaciones facilitan que los vecinos acudan a esos lugares.
Hay cierto desarrollo del turismo rural y una amplia oferta hostelera. Destaca la concentración juvenil que se produce los sábados por la tarde, que atrae a muchos jóvenes de los pueblos y comarcas vecinas.

## Administración y política
| Partido político                                              | 2023  | 2023       | 2019  | 2019       | 2015  | 2015       | 2011  | 2011       | 2007     | 2007       |
| Partido político                                              | %     | Concejales | %     | Concejales | %     | Concejales | %     | Concejales | %        | Concejales |
| Euzko Alderdi Jeltzalea-Partido Nacionalista Vasco (EAJ-PNV)  | 42,85 | 8          | 45,09 | 8          | 50,37 | 9          | 39,29 | 7          | 34,97    | 7          |
| Euskal Herria Bildu (EH Bildu)-Bildu                          | 38,84 | 7          | 35,42 | 7          | 30,78 | 6          | 35,23 | 7          | —        | —          |
| Partido Socialista de Euskadi-Euskadiko Ezkerra (PSE-EE PSOE) | 9,81  | 2          | 9,60  | 1          | 12,19 | 2          | 12,28 | 2          | 21,25    | 4          |
| Elkarrekin Podemos-Ezker Batua-Berdeak (EB-B)                 | 4,78  | 0          | 5,86  | 1          | —     | —          | 2,2   | 0          | 14,75    | 2          |
| Partido Popular del País Vasco (PP)                           | 2,49  | 0          | 3,07  | 0          | 4,18  | 0          | 6,40  | 1          | 8,67     | 1          |
| Aralar                                                        | —     | —          | —     | —          | —     | —          | 3,56  | 0          | Con EB-B | Con EB-B   |
| Eusko Alkartasuna (EA)                                        | —     | —          | —     | —          | —     | —          | —     | —          | 18,23    | 3          |

## Cultura

### Patrimonio

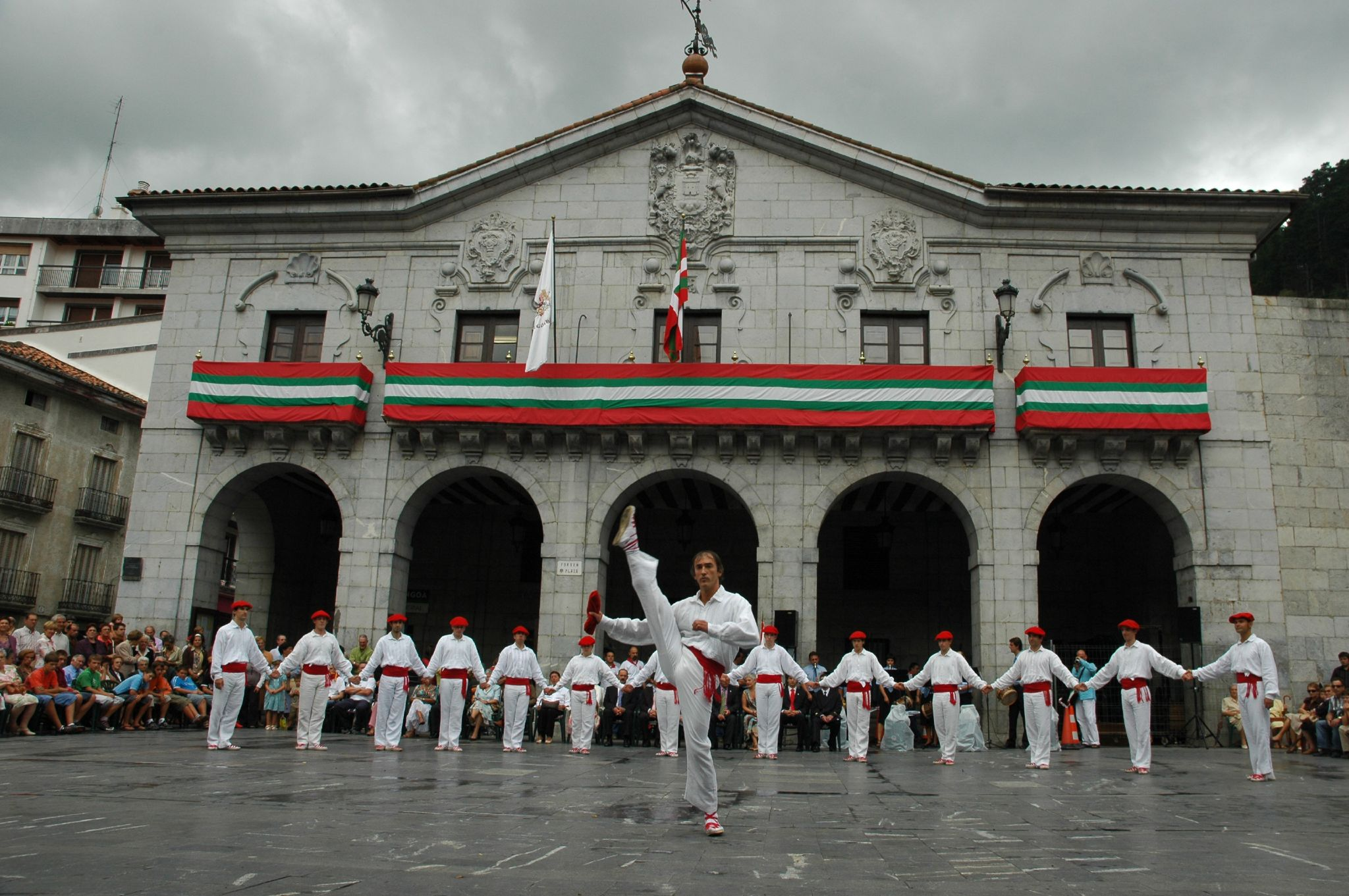
Ayuntamiento de Elgóibar

Hay muchos monumentos en Elgóibar, desde construcciones prehistóricas hasta edificios recientes. Entre los montes Karakate e Irukurutzeta, en la cordal que los une, está la denominada por Barandiarán como Ruta de los Dólmenes, donde hay un buen número de dólmenes y túmulos.
Elgóibar conserva el trazado urbano medieval con dos calles paralelas y una tercera que las atraviesa y plazas a ambos lados de las mismas.
La plaza de los Fueros constituye un espléndido espacio barroco formado por la casa consistorial, la iglesia parroquial de San Bartolomé, la casa Arriola, porticada, que la cierra por su parte sur, el frontón y el puente Txankakua, que realizaba la función de acceso principal a la villa. En las obras de reforma de esta plaza se hallaron los restos de la torre Olaso, que han sido marcados en el pavimento.

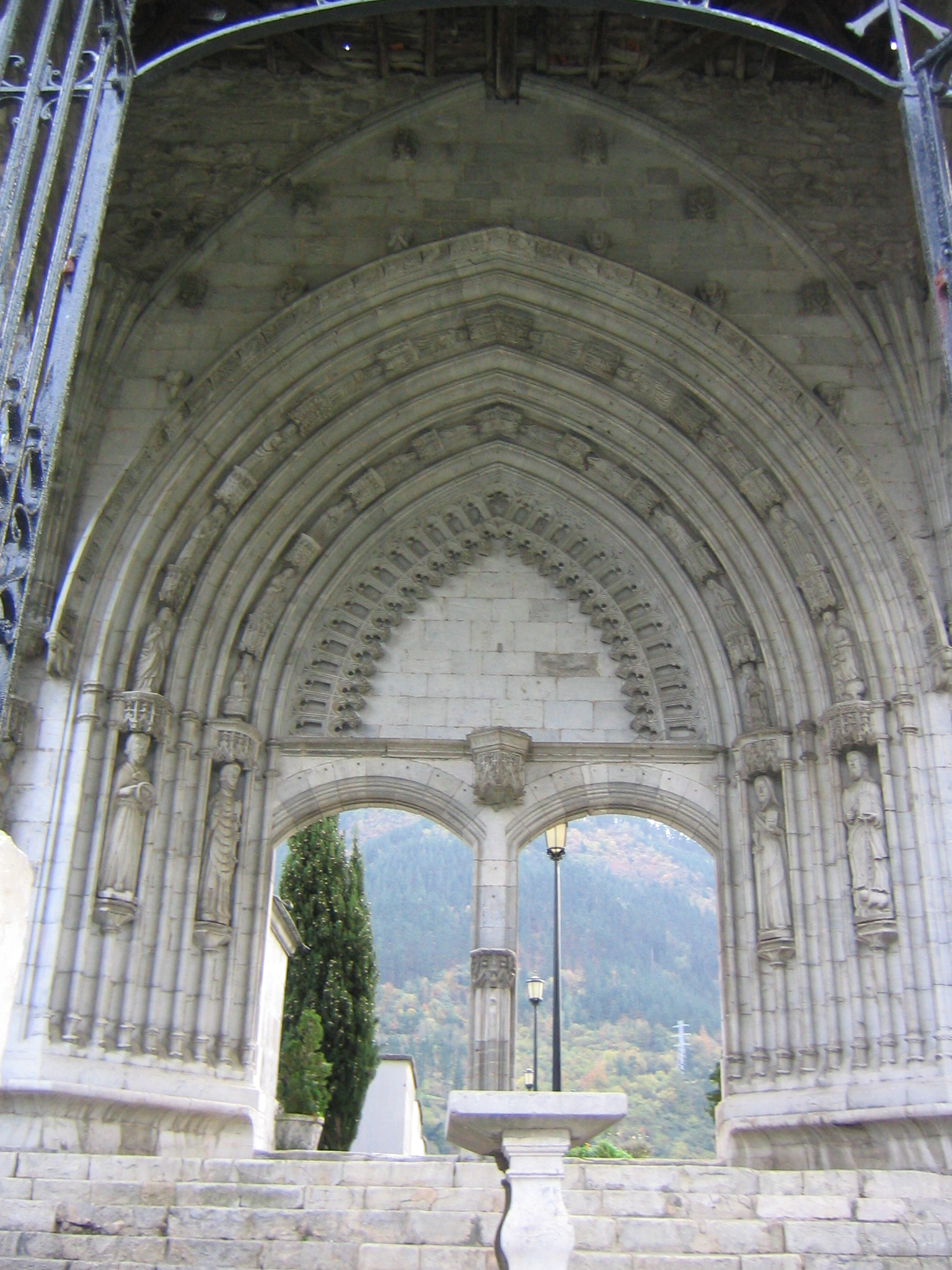
Pórtico de la antigua iglesia de San Bartolomé de Olaso, hoy cementerio

Destacamos en detalle los siguientes edificios;
- Restos de la iglesia y monasterio de Olaso, de lo que en otros tiempos fue monasterio y parroquia de San Bartolomé solo queda el pórtico de entrada a la iglesia. Estas construcciones se demolieron en 1777 y se convirtieron en cementerio. El pórtico es un buen ejemplar del gótico y fue construido en 1459 por Martín Sancho, según consta en una inscripción. Tiene una imagen de la Virgen y figuras de los apóstoles.
- Iglesia parroquial de San Bartolomé, del siglo XVIII, con portada barroca en la que destaca la torre que fue diseñada por Ibero. En su interior el retablo mayor es una buena pieza neoclásica, obra del artista italiano Justiniani.
- Casa consistorial, barroca del siglo XVIII (se realizó entre los años 1724 y 1737), es un gran edificio porticado, de dos alturas; en el piso noble destaca el balcón principal, con sendos balcones a cada lado. En un frontón sobre el balcón principal se colocan los escudos. Es de destacar la rejería de hierro forjado.
- Casa Torre de los Alzola, del siglo XV, con un magnífico escudo esquinero, ha sido utilizada para diferentes fines. En ella se reunió el pueblo después del incendio de 1560 para acordar la reedificación. En 1822 se fortificó. Ha sufrido varias transformaciones. En la actualidad acoge la Casa de Cultura.
- Ermita de San Pedro, en el barrio rural de San Pedro. Con elementos de los siglos XV y XVI, la torre es del año 1700, reconstruida después de que fuera destruida por un rayo.
- Ermita de San Roque, de sencilla factura, cuenta con una sencilla portada gótica.
- Ermita de San Lorenzo, de construcción sencilla, tiene pinturas del siglo XV. La vecina torre de Iriarte data el siglo XVIII.
- Zabale Torre es una casa torre rural, hoy caserío, buen exponente de la arquitectura militar de la Baja Edad Media.
- Caserío Zabale-Torre, en el barrio de San Antolín, de planta cuadrada, con tejado a dos aguas, altura de tres plantas y desván. Con muros de mampostería y sillarejo con los remates de sillería, conserva elementos originales del siglo XVI.

En Alzola, además del antiguo balneario del siglo XIX, encontramos el palacio de Andonaegi, del siglo XVI, la casa de Albizkua, la de Aurretxe y Zelaieta. El puente es de buena factura.
Aparte de estos, hay un buen número de caseríos relevantes, como el de Mugerza, Aristi o Apaitz Bekoa.

#### Museo de la Máquina Herramienta

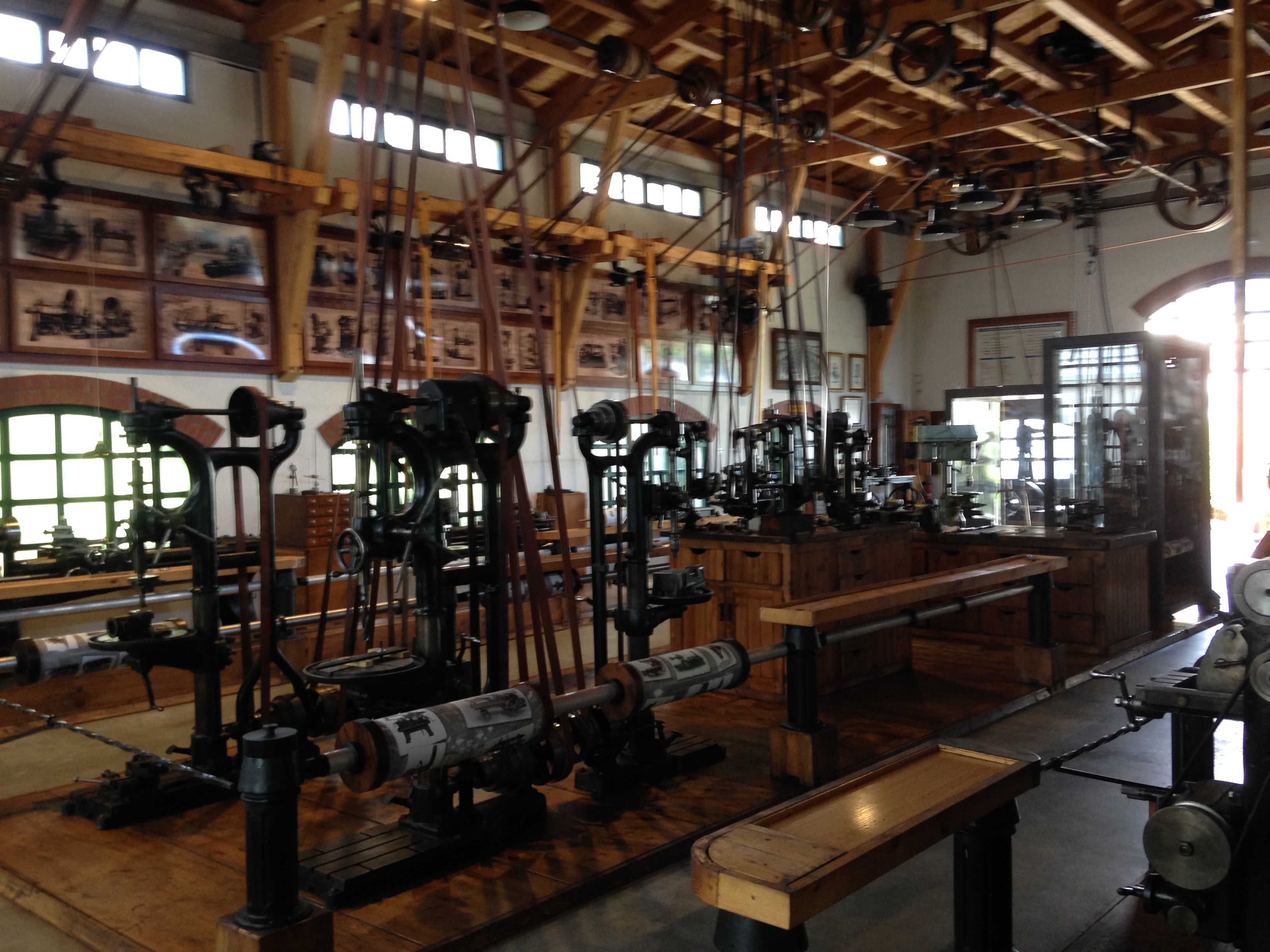
Museo de la Máquina Herramienta de Elgóibar

A partir del año 1895 se inicia en Elgóibar la fabricación de máquina herramienta. Esta actividad surge como evolución de los talleres de reparación y mantenimiento que se habían creado años antes para dar servicio a las fábricas de diversos productos del hierro, en especial armas, de la comarca. El auge industrial se completó mediante un desarrollo de la educación y aprendizaje en escuelas especializadas, que tienen como referente la Escuela de Armería de Éibar.
Durante la segunda mitad del siglo XX se desarrolla en Elgóibar una gran cantidad de empresas dedicadas a la fabricación de máquina herramienta, llegando a recibir la villa el sobrenombre de «la capital de la máquina herramienta de España». 
El 18 de diciembre de 1998 se inauguró el museo de la Máquina Herramienta, anexo al Instituto de la Máquina Herramienta, que tiene como finalidad la difusión del conocimiento y la conservación del patrimonio relacionado con la máquina herramienta y el trabajo del hierro. Entre sus instalaciones, cabe destacar un taller con trasmisión centralizada a correas de comienzos del siglo XX con todas sus máquinas operativas. También tiene una herrería completa y una sala de divulgación con elementos básicos de origen de la mecánica. 
Se realizan demostraciones y explicaciones de procedimientos de fabricación, descripciones técnicas y ejemplo reales de procesos de mecanizado.

#### Estación megalítica Placencia-Elosua
Los monumentos funerarios prehistóricos de los yacimientos de la estación megalítica Placencia-Elosua, ubicada en el cresterio del cordal de Mazelaegi entre Karakate e Irukurutzeta, que forman la llamada ruta de los dólmenes, nombre que le dio Barandiarán, es un muy interesante paseo entre túmulos y dólmenes del eneolítico. Es un recorrido de 11 km que cruza territorios municipales de las localidades de Elgoibar, Placencia y Vergara. Hay un total de 19 dólmenes y elementos megalíticos )dólmenes, túmulos y un menhir) del Neolítico y la Edad de Bronce. Se estima que este recorrido corresponde a un lugar de paso entre los valles de los ríos Deba y Urola.
La denominada Ruta de los Dólmenes es el sedero de pequeño recorrido PR-Gi 94 que tiene una longitud de 20 km de los cuales 11 corresponden al cordal Karakate-Iturriberri, un recorrido de dificultad baja y desnivel reducido, el resto son los tramos de acceso desde los tres municipios.

### Museo Mufomi

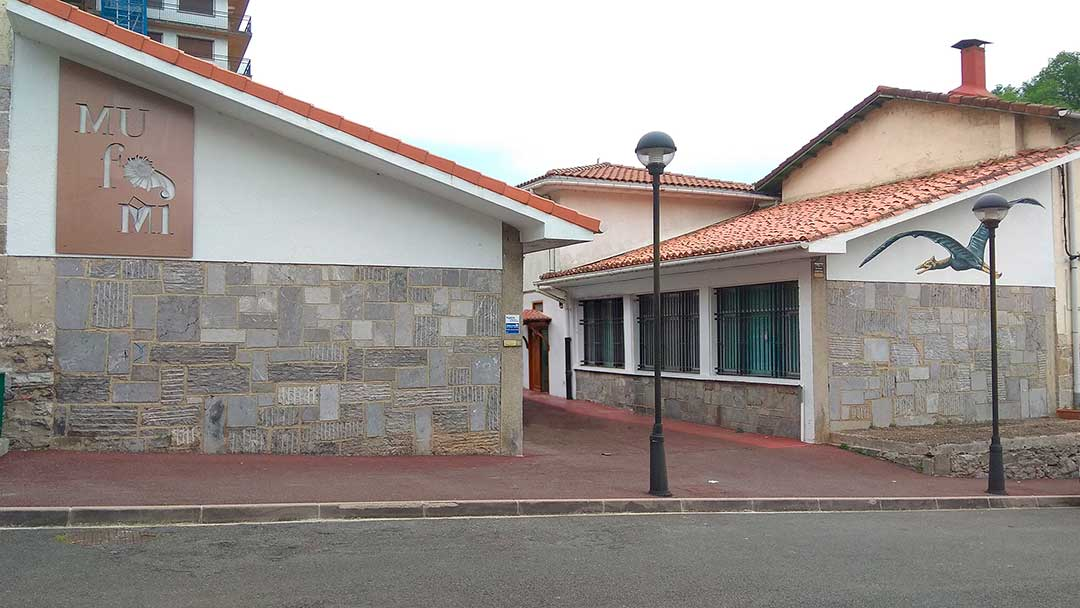
Entrada al MUFOMI. Museo de fósiles y minerales de Elgoibar

El museo Mufomi expone colecciones de fósiles y minerales recogidos en el País Vasco y fuera de él.
Es una de las mayores colecciones privadas de fósiles y minerales del País Vasco.

### Fiestas
Elgóibar celebra fiesta en honor a sus patronos, San Bartolomé y San Antón; este último, patrón de la villa. Además hay un número de festejos que se celebran al unísono de la comarca o del país como San Blas, Carnavales o la Víspera de Santa Águeda. Hay feria de ganado el último sábado de cada mes y especialmente el último sábado del año. 
- Fiestas de San Antón, segundo patrón de la villa, el día 17 de enero.
- Fiestas de San Bartolomé, patrón de Elgóibar, a partir del 23 de agosto.
- Fiesta de San Juan, el día 23 de junio, en Alzola.

En el mes de enero, se celebra el Cross Internacional Juan Muguerza, evento deportivo más importante y de mayor repercusión que se realiza en la localidad. En los últimos años, ha sido incluido en el calendario oficial de la federación internacional de atletismo (IAAF). 
Luego hay fiestas menores en los barrios rurales y en las ermitas, como la romería de Sargoate el día de Santiago.